# Secuencia de apertura de Los Simpson

Logo de la serie

La serie estadounidense de animación Los Simpson se caracteriza por poseer un sello propio que se muestra en cada episodio. La secuencia de apertura de los episodios es fundamentalmente siempre la misma, pero con ligeros cambios.

## Historia
A lo largo de la serie se han tenido principalmente 3 secuencias de apertura:

### 1989
La presentación de la primera temporada era distinta. Cuando suena la alarma, que indica que Homer puede retirarse del trabajo, en la primera temporada no aparece el señor Burns con su asistente Waylon Smithers, sino un empleado comiendo un sándwich sostenido por pinzas de trabajo y además la pinza con la que Homer recoge la barra de uranio es de color celeste.
Cuando Bart recoge la barra de uranio, en lugar de esquivar a algunos personajes en la acera, pasa junto a una parada de autobús y se lleva el cartel. Después, el autobús, al no ver el conductor el cartel, pasa de largo y las personas que lo esperaban salen corriendo en su búsqueda.
Luego, en vez de un movimiento de cámara rápida para llegar a la casa, se ve a Lisa montando en bicicleta y llevando sus libros. Además, el televisor usado para mostrar los créditos, es de color naranja, tiene las antenas torcidas y posee el aspecto de ser de principios de los 70.

### 1990-2009
Se ven las nubes sobre Springfield, y abajo la central nuclear. Tras esto se muestra la escuela y, dentro de una clase, Bart escribiendo una frase distinta en cada episodio como castigo en la pizarra. A continuación suena la campana, y Bart sale de la escuela sobre su monopatín, recorriendo toda la ciudad hasta su casa. 
Después aparece Homer manipulando barras de uranio en la central nuclear, se oye la alarma que indica el final del turno de trabajo, suelta las pinzas con las que manipulaba la barra y esta se le pega a la espalda, sin que él se de cuenta.
La siguiente escena transcurre en un supermercado: Marge está pasando la compra por la caja, y el empleado pasa por el láser a Maggie, como si fuese un artículo más. En este momento se ve que su precio es de 847,63 dólares (este precio se corresponde a una estadística aparecida en una revista en la que decía que el gasto medio de manutención en los Estados Unidos de un bebé durante un mes era de 847,63 dólares).
Más tarde se ve a Lisa tocando el saxofón en la banda escolar. De repente hace un solo improvisado diferente en cada presentación, saliendo luego hacia su casa.
El plano siguiente muestra a Homer conduciendo y quitándose de la espalda la barra de uranio, que lanza por la ventanilla del coche. Bart, que va sobre su monopatín, la esquiva y pasa delante de algunos personajes en la calle. Los personajes son Helen Lovejoy, Apu Nahasapeemapetilon, Moe Szyslak, Barney Gumble, Jacques, Bleeding Gums Murphy y el jefe Gorgory/Wiggum. Luego se ve a Marge conduciendo junto a Maggie.
Finalmente, Homer llega al garaje de su casa, Bart salta sobre el coche de éste, Lisa casi lo atropella con su bicicleta, dice "D'Oh!" y aparece Marge con su coche, persiguiendo a su marido.
El siguiente plano lo forma el gag del sofá, diferente en cada episodio, aunque algunos se han repetido, y la pantalla del televisor (esta vez de aspecto más moderno, con un vídeo con las antenas torcidas encima y de color morado) mostrando los créditos. En la versión hispanoamericana se oye la voz de Homer anunciando el episodio (diciendo "Ahora veremos..." antes del título).
En varios episodios la secuencia de apertura se recorta omitiendo algunas partes, llegando en algunos casos a mostrar tan solo las nubes, el accidente de Homer y el gag del sofá.

### 2009-presente
A partir del episodio Take My Life, Please, la apertura cambia. 
Comienza con las nubes que se muevan hacia los lados, descubriendo el título de la serie, pero antes de que la cámara entre en la "P", se puede ver el gag de las nubes. La cámara entra, y se detiene en la estatua de Jebediah Springfield, donde su cabeza es cortada por Jimbo y Kearney, haciendo que caiga sobre Ralph Wiggum. La cámara sigue su curso, pasando por el gag del anuncio y deteniéndose en la Escuela Primaria de Springfield, donde Bart escribe su castigo. Cuando suena la campana, Bart Simpson sale de la escuela, aterrizando sobre Barney Gumble, que dormía bajo una pila de hojas y que emite su característico eructo. 
A continuación, se ve la escena de la Planta Nuclear, donde Homer Simpson manipula la barra de plutonio y detrás se puede ver a Lenny y a Carl poniendo un cartel de "3 días sin accidentes", para luego caer de la escalera. Después, en la escena en el supermercado aparecen Patty y Selma con un carrito lleno de cigarrillos Laramie, después se ve a Marge leyendo una revista, cuando el vendedor pasa por la máquina registradora una botella de zumo de tomacco, una caja de jabón en polvo Mr. Sparkle, una caja de cereales Krusty y a Maggie. Marge busca a Maggie y ve que sale de la bolsa, con una mirada amenazante al bebé de una sola ceja, que se encuentra a su lado. Volviendo a la escuela, Lisa se encuentra en la clase de música, donde toca su solo improvisado y se va del salón, para luego volver un momento a tocar la última nota. Más tarde, se ve a Homer que se da cuenta de que tiene la barra en la espalda, se la saca y la arroja por la ventanilla del coche, cayendo en el regazo de Otto Mann, que se la come. Pasa Bart por la acera, esquivando un ataque de Sideshow Bob, a los octillizos de Apu y al Texano Rico, entre otros.
Cruza la calle cuando se ve a Hans Moleman saliendo de una alcantarilla, para luego ser aplastado por Marge que pasa en el coche. Luego, se ve a Maggie moviendo un volante de juguete a la par de los movimientos del coche. La cámara se aleja un poco y se ve a Marge conduciendo y al Abuelo Simpson durmiendo. Cuando Marge y Maggie tocan la bocina al mismo tiempo, el Abuelo se despierta alterado. Se ve el tramo de la calle donde está Marge hasta la casa Simpson en cámara rápida con toda la gente del pueblo, y a Homer estacionando el coche en la entrada de la cochera. Bart rebota sobre el techo del auto, Homer sale y casi es atropellado por Lisa, pero es atropellado por Marge, quien al frenar de golpe, empuja a su marido adentro de la casa. A continuación, aparece la escena del gag del sofá. También cambia el televisor por uno de plasma que al final se cae.

## Partes de la secuencia

### Frases de Bart en la escuela
- Wikiquote alberga frases célebres de o sobre Bart en la pizarra.

Uno de los elementos que cambian en las presentaciones de los episodios se produce en la parte en que se muestra la clase de Bart desde el exterior, a través de una ventana. Se puede ver a Bart escribir en la pizarra una frase como castigo. Estas frases humorísticas son, en algún caso, hasta filosóficas. Las frases castigo de Bart aparecieron por primera vez en el segundo episodio, Bart the Genius, y desde entonces han aparecido en casi todos los episodios.
En la película, que se estrenó en julio de 2007, la frase que escribe Bart en la pizarra es "No descargaré ilegalmente esta película".

### El supermercado
El precio que se ve en la pantalla de la caja registradora al pasar Maggie por la cinta se piensa que hace referencia a una estadística de una revista estadounidense dada a conocer en 1989. En ella aparecía que el gasto medio para mantener a un bebé durante un mes en Estados Unidos era de 847,63 dólares.
Sin embargo, el código que aparece realmente es b4763, aunque en un especial aparece life4u$ (que se podría traducir como vida para no$otro$ o vivimos por tu dinero[$]) y en otro episodio, el The Simpsons 138th Episode Spectacular, NRA4EVER, siglas de National Rifle Association for ever, que significaría "Asociación Nacional del Rifle para siempre", traducido en la versión hispanoamericana como "Dennos el poder".

### La clase de música
En esta escena aparece Lisa en el aula de música, con su profesor y tocando junto al resto sus compañeros. De repente, y motivada por su gusto por el jazz se levanta de su silla e improvisa un solo de saxofón junto a la sintonía de cabecera de la serie. El profesor se da cuenta, señala a Lisa y parece expulsarla de clase, produciéndose de inmediato el cambio de escena.

### Parada del autobús
Bart patina por la acera esquivando a varios personajes. Uno de ellos es el saxofonista Bleeding Gums Murphy, que sigue apareciendo aún en la presentación de episodios posteriores a su muerte. Esta secuencia representa una variación con respecto a la de las primeras temporadas, en la cual Bart iba por esta misma acera, patinando también, y se veía allí una parada de autobús y algunas personas esperándolo. Al pasar, Bart se lleva consigo el aviso que indica esto, por lo cual el vehículo no se detiene en ese lugar y la gente empieza a correr detrás de él. 

### Gag del sofá
El gag del sofá, cuarto y último elemento original al comenzar cada episodio, se desarrolla en el salón. Se muestra un plano con el sofá de fondo, un cuadro colgado de la pared y el televisor frente al sofá, mientras entra corriendo la familia Simpson. Lo normal sería que se sentasen a ver la televisión, pero una vez que están dentro realizan algún acto. Por ejemplo, en el episodio Homer and Ned's Hail Mary Pass los integrantes de la familia forman un tótem. Y en el episodio Lisa the Simpson todos imitan la presentación de la serie de animación Rocky y Bullwinkle.

### Gag de las nubes
El gag de las nubes es un nuevo gag añadido desde la aparición del nuevo inicio de la serie. En este gag se ve a un personaje o cosa atravesando las letras que dicen Los Simpson, que pueden ser un satélite, un cuervo de 3 ojos, etc.

### Gag del anuncio
El gag del anuncio es un nuevo gag añadido desde la aparición del nuevo inicio de la serie. Este se ve justo antes del castigo de Bart. Generalmente son anuncios cómicos o parodias de productos o páginas de Internet, como: "Castillo de Retiro de Springfield, vacantes." cada temporada de gripe, diciendo que cada temporada de gripe los ancianos se enferman, etc.

## Variaciones

### Secuencia en imagen real
En 2006, Sky 1, canal del Reino Unido, sacó la publicidad para Los Simpson usando imágenes reales en la secuencia de apertura, dirigida por Chris Palmer.
Fue la segunda vez que se había hecho, el primero fue en septiembre de 2000 como parte de un fin de semana celebrando el 10º aniversario del estreno de la serie en el Reino Unido. Todos los elementos de la secuencia están presentes. Se adjunta al final de esta secuencia el mensaje "Venga a vivir con Los Simpson en Sky 1". Había también una versión hecha para el cine. Debido a que la secuencia de acción en vivo se presentó en el Reino Unido, hay algunas pequeñas diferencias culturales, tales como Homer y Marge conduciendo por la izquierda en un coche con volante a la derecha, y el actor que interpreta el jefe Wiggum vistiendo el uniforme de la policía británica. 
La secuencia fue utilizada en vez de los títulos regulares de abertura en el episodio "Homer Simpson, This Is Your Wife", la primera emisión en FOX fue el 26 de marzo de 2006, durante las escenas de conducción se reflejó la escena para que pareciera ser la circulación por la lado derecho de la carretera con el volante en el lado izquierdo del autobús.

### Versión navideña
Una versión navideña salió en el episodio "Kill Gil: Vols. 1 & 2" y luego fue retransmitida en el episodio "The Burns and the Bees". Comienza con dos líneas instrumentales "Tree O Christmas" y luego comienza el tema musical normal. Esta es similar a la segunda versión de apertura, a excepción de:
1. Todo está fuera cubierto de nieve.
2. Bart sustituye la patineta por un Snowboard.
3. Todos están usando la ropa de invierno.
4. El Sr. Burns y Smithers se han sustituido por un Scrooge (Burns) y el Espíritu de Marley (Smithers) de Un Cuento de Navidad, y hay varios adornos de Navidad en la planta nuclear.
5. El solo de saxofón de Lisa es una versión de jazz de "Deck the Halls"
6. Encías Sangrantes Murphy ha sido sustituido, con Jasper en un traje de Santa.
7. Las escenas de Marge y Maggie en el supermercado y la secuencia de coches se han cortado.

Al final, la familia se sienta en el sofá, y a continuación, la cámara se aleja y muestra a la familia que en realidad era el reflejo de una esfera, que descansa sobre un árbol de Navidad.

### Secuencia en la película
La secuencia fue completamente transformada para la película y las características de la versión orquestada de "El tema de Los Simpson" en su versión adaptada por Hans Zimmer, que es ligeramente diferente de la primera pista de la película. A medida que la secuencia comienza con el logo de los "Simpson", aparece el logotipo en las nubes, y el Profesor Frink vuela pasando por el logo con una pancarta que dice "La Película" y diciendo "¡En la gran pantalla!".
La cámara se acerca. A continuación, el Sr. Burns, quien está sosteniendo un cepillo de dientes en su cuarto de baño con Smithers que le da pasta de dientes, el peso extra de la pasta de dientes causa que se caiga. La cámara se aleja pasando por la taberna de Moe y por el Kwik-E-Mart, en donde Apu está secretamente modificando de la fecha de caducidad indicada en uno de los productos de 2006 a 2008. A continuación, la cámara enfoca la Escuela Primaria de Springfield, donde Jimbo, Dolph y Kearney están molestando a Martin Prince con el asta de una bandera y con la ropa interior izada saludando como si fuera una bandera. La cámara se aleja a través de la ventana donde Bart está escribiendo "No descargaré ilegalmente esta película".

### EnHe Loves to Fly and He D'oh's
En el primer episodio de la decimonovena temporada, la secuencia de apertura ha cambiado para mostrar cómo ha quedado la ciudad de Springfield después de Los Simpson: la película, pero una diferencia es que solo aparece Bart, se cortan todas las escenas excepto el Gag de la Pizarra y el Gag del sofá:
- Bart aparece escribiendo: "No esperaré 20 años para hacer otra película", y sale (con cámara lenta), fuera del colegio, donde está el Jardinero Willie, Seymour Skinner y Edna Krabappel limpiando los restos dejados por el domo. (música del principio).
- Después Bart anda en su patineta pasando por un letrero gigante que dice: "Construcciones Burns", y después le cae la ardilla de 200 ojos (música desde que Bart sale de la escuela hasta Homer saliendo del trabajo, cuando pasa por el letrero; y la de mientras Lisa toca el saxofón cuando le cae la ardilla).
- Bart pasa por otro letrero de Construcciones Burns pero cuando está patinando por uno de los restos del domo (música del saxofón de Lisa y luego salta al principio de cuando Bart pasa por los transeúntes).
- Luego, pasan por otro escenario (frente a la Taberna de Moe), pasando en vez de transeúntes, personajes de la película, en este orden: el presidente Schwarzenegger, Colin, Moe Szyslak (con el traje de sacerdote, formado por una bata y un cono de pista), Russ Cargill y la Sra. de las Bubis, quien se comporta como el Jefe Gorgory.
- La familia llega a la casa recién en construcción, Homer con el carro todavía con la cápsula de los desechos del cerdo, Bart igual, Lisa con la bicicleta de Bart y terminando con que Marge igual, casi atropella a Homer (el fondo también está en construcción).
- Al llegar al Gag del sofá, también ese lugar está en construcción (con la lata de pintura al extremo inferior izquierdo), se escucha la música de Puerco-Araña mientras la familia ve a Plopper en el sofá y termina con que se sientan igual, y Homer lo carga diciendo: "Mi amor de verano".

### EnTo Surveil With Love
En este episodio de la temporada 21, se susituye la escena de apertura, por los habitantes de Springfield haciendo un lipdub del tema Tik Tok de Ke$ha. En la secuencia, se observan los siguientes detalles:
- La primera escena muestra a Bart, Lisa y los demás niños y directivos de la Escuela Primaria de Springfield, cantando la primera parte de la canción.
- La segunda escena muestra como se va el Sr. Largo de La Clase de música como lo hace Lisa en la secuencia clásica, y dentro del autobús a más niños como Nelson, y a Otto alcoholizado cantando la canción.
- La última escena muestra cómo Marge va a buscar a Homer a la Taberna de Moe, y se muestra que, mientras va con ella, se pasa la secuencia en cámara rápida, mostrando a los demás habitantes cantando y bailando la canción. Marge y Homer llegan a la casa y se sientan en el sillón junto a Bart, Lisa y Maggie y los demás integrantes de Springfield levantando el sillón de Los Simpson al ritmo de la canción.

### EnJudge Me Tender
En este episodio de la temporada 21, se hace un ligero cambio en la secuencia donde lisa toca el saxo en la clase de música, ya que cambia el saxo por una corneta.

### EnMoneyBART
En este episodio de la temporada 22, es igual que la clásica secuencia de apertura a excepción de algunos detalles:
- Se puede ver el cuervo de 3 ojos pero con una zarigüeya muerta en el pico.
- Todas las paredes de la ciudad de Springfield están pintadas con grafitis del graffitero británico Banksy.
- En el Gag de la pizarra de la serie, Bart con la boca tapada escribe, "No debo escribir en las paredes" en todas las paredes de la Escuela Primaria de Springfield.
- Se recortan los gags del supermercado, la clase de música y la parada de autobús.
- Un polémico Gag del sofá de este episodio. Se ve la familia sentada en el sofá, después se aleja la cámara y se puede ver una oscura fábrica surcoreana donde cientos de malpagados trabajadores fabrican réplicas exactas de la familia, rodeados de ratas, calaveras, suciedad, animales maltratados, niños empleados como mano de obra barata, y otros.

## Secuencias dentro de los episodios
En algunas ocasiones aparecen otras presentaciones durante los episodios:
- Cuando Bob Terwilliger perseguía a Bart y toda la familia iba al "Lago del terror" (en el episodio "Cape Feare"), aparecía otra presentación, que empezaba diciendo "Los Thompsons" (ya que se habían cambiado el apellido) y en el gag del sofá se sentaban y se rompía una red de donde caían pescados.

- En el episodio "The Heartbroke Kid", Cuando Bart engordó la presentación decía "Tres semanas después..." y cuando la cámara entraba a la ventana de la escuela, Bart está comprando dulces y tarda mucho en salir. Cuando sale en su monopatín rompe el suelo y cuando se agarra del poste éste se dobla. Luego, en vez de esquivar a unos personajes, los atropella y choca contra el coche de Marge, sacándolo fuera de control. Al final, cuando Homer llega al garaje, Bart cae sobre el coche, disparando a Homer fuera de él. En el gag del sofá, todos se sientan y Bart tarda mucho en llegar y cuando llega, le da un infarto.

- En el noveno especial de Halloween, el cielo está tormentoso, y en la versión hispanoamericana, en vez de oírse "Los Simpson" con la voz del narrador, se oye una voz tenebrosa. En la escuela, Bart escribe en el pizarrón "Especial de Noche de Brujas IX" con pintura roja. En la escena en la que toda la familia se reúne en el garaje, Bart aparece saltando con su monopatín sobre la pared y cae en el auto de Homer, pero se tropieza y cae al suelo, Lisa atropella a Bart con su bicicleta y es lanzada al techo del garaje, quedando "clavada". Cuando Homer sale del coche, Marge lo persigue, pero la puerta que da a la casa no abre y Homer es atropellado por Marge. Luego en el sofá, aparecen Freddy Krueger y Jason (dos personajes de películas de terror) esperando a la familia Simpson llegar al sofá.

- En el episodio que cae un huracán sobre Springfield, ("Hurricane Neddy"), aparece otra presentación pero es demasiado corta y trata de mostrar los daños del huracán.

- En el episodio "Simpsons Bible Stories", Bart escribe un castigo en una pizarra jeroglífica, cuando él oye a Milhouse como Moisés tocando un cuerno y Bart sale de clases.

- En el episodio "Little Big Girl", él escribe en la pizarra "Adiós, crédulos" y sale de la escuela rompiendo la puerta con el coche. Al pasar por la vereda donde hay algunos personajes secundarios, Bart los atropella. Cuando Homer llega a la casa, lo hace con el coche de Marge, y al salir, es aplastado por Bart, que aparece en la pared de al lado.

- En el episodio que hacen referencia a 24, tiene el mismo inicio, salvo que en vez de decir "24" dice "Los Simpsons".

- En el episodio "At Long Last Leave", aparecía otra presentación, que empezaba diciendo "Los Outlands" (Los De Afuera en Hispanoamérica) (ya que fueron expulsados de Springfield debido a que sus habitantes ya estaban cansados de ellos y fueron desalojados por la fuerza de Springfield a ese lugar). El tema musical fue sustituido por una versión country compuesta por Alison Krauss y Union Station. En lugar de la pizarra, Bart usa pintura en aerosol, escribiendo en la pared, "Amo la descomposición de la sociedad", antes de salir en motocicleta. La familia regresa a casa en una variedad de vehículos destartalados, antes de sentarse en el sofá. En lugar del televisor, se puede ver un zorro durmiendo encima de una roca, en una clara alusión a la cadena FOX.